# 穆尼河
穆尼河（西班牙語：Río Muni）是赤道几内亚大陆地区南部的一条河流，全河由东向西，最终注入大西洋，当中部分河段位于赤道几内亚与加蓬国界处。
赤道几内亚的內陸部分 —— 木尼河区即得名于该河流。